# Carlos Arvelo
Carlos Arvelo è un comune del Venezuela situato nello stato del Carabobo.
Il capoluogo del comune è la città di Güigüe.